# Marais de Cyohoha-Rucyeri

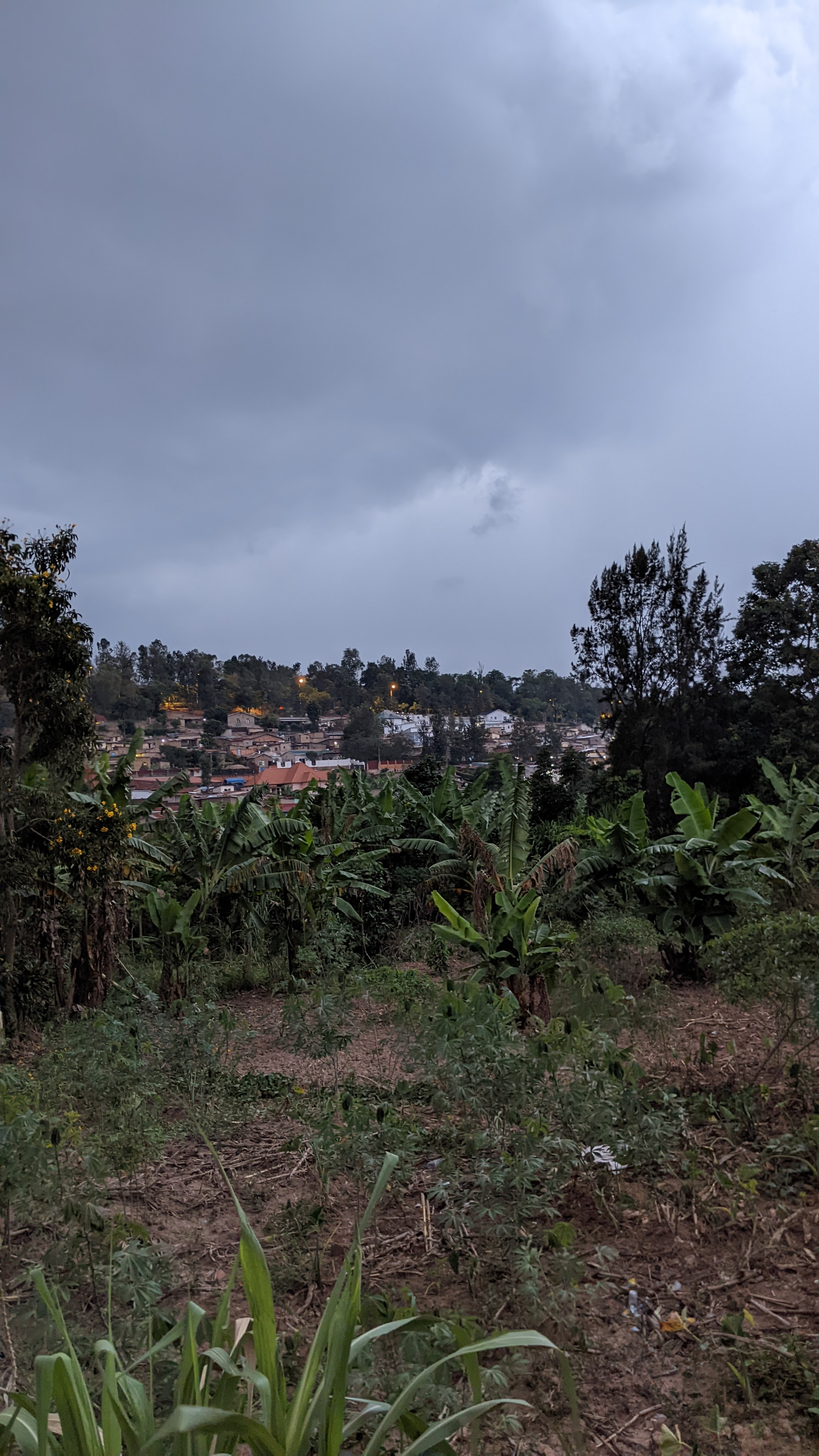
Marais de Cyohoha-Rukeri.

Le marais de Cyohoha-Rukeri se situe dans le district de Rulindo, au Rwanda. Les agriculteurs disent qu'il n'y aucun profit à y travailler car ils gagnent trop peu d'argent par rapport à ce qu'ils investissent (engrais chimiques trop cher, par exemple). Selon eux, les clients et les transformateurs réduisent le prix d'achat de leur production et que l'activité agricole dans cette zone ne sert a rien sauf leur faire perdre leurs forces en vain.

## Thé
Dans le secteur « thé » du marais de Cyohoha, les cultivateurs disent que le bénéfice est dans les mains des consommateurs non chez les producteurs car les prix sont fixés de façon injuste. Les récolteurs reçoivent 21 FRw/kg, les agriculteurs qui ont planté et qui se sont occupés de toutes les activités (soin, arrosage, etc.) et autres activités en rapport avec cette plantation de thé reçoivent seulement 45 FRw/kg. Finalement,rien ne leur reste car ce montant représente le coût de l'engrais.